# بوب هدسون (موسيقي)
بوب هدسون (بالإنجليزية: Bob Hudson)‏ هو موسيقي أسترالي، ولد في 1946.